# Apostolo (mormonismo)
Nel movimento mormone, un apostolo è un "testimone speciale del nome di Gesù Cristo che è mandato ad insegnare i principi della salvezza agli altri". In molte Chiese mormoni, un apostolo è un ufficio sacerdotale di alta autorità nella gerarchia della Chiesa. In molte Chiese, gli apostoli possono essere membri del Quorum dei Dodici o Quorum dei Dodici Apostoli della Chiesa. In molte Chiese mormoni, gli apostoli dei giorni moderni hanno lo stesso stato e autorità dei apostoli biblici.
Nella tradizione mormone, gli apostoli e i profeti sono ritenuti essere il fondamento della Chiesa con Gesù Cristo stesso la pietra d'angolo principale.. Anche gli Articoli di Fede, scritti da Joseph Smith, menzionano gli apostoli: "Noi crediamo nella stessa organizzazione che esisteva nella chiesa primitiva, cioè: apostoli, profeti, pastori, insegnanti, evangelisti e così via."